# Apogon sangiensis
Apogon sangiensis är en fiskart som beskrevs av Bleeker, 1857. Apogon sangiensis ingår i släktet Apogon och familjen Apogonidae. Inga underarter finns listade i Catalogue of Life.

## Bildgalleri

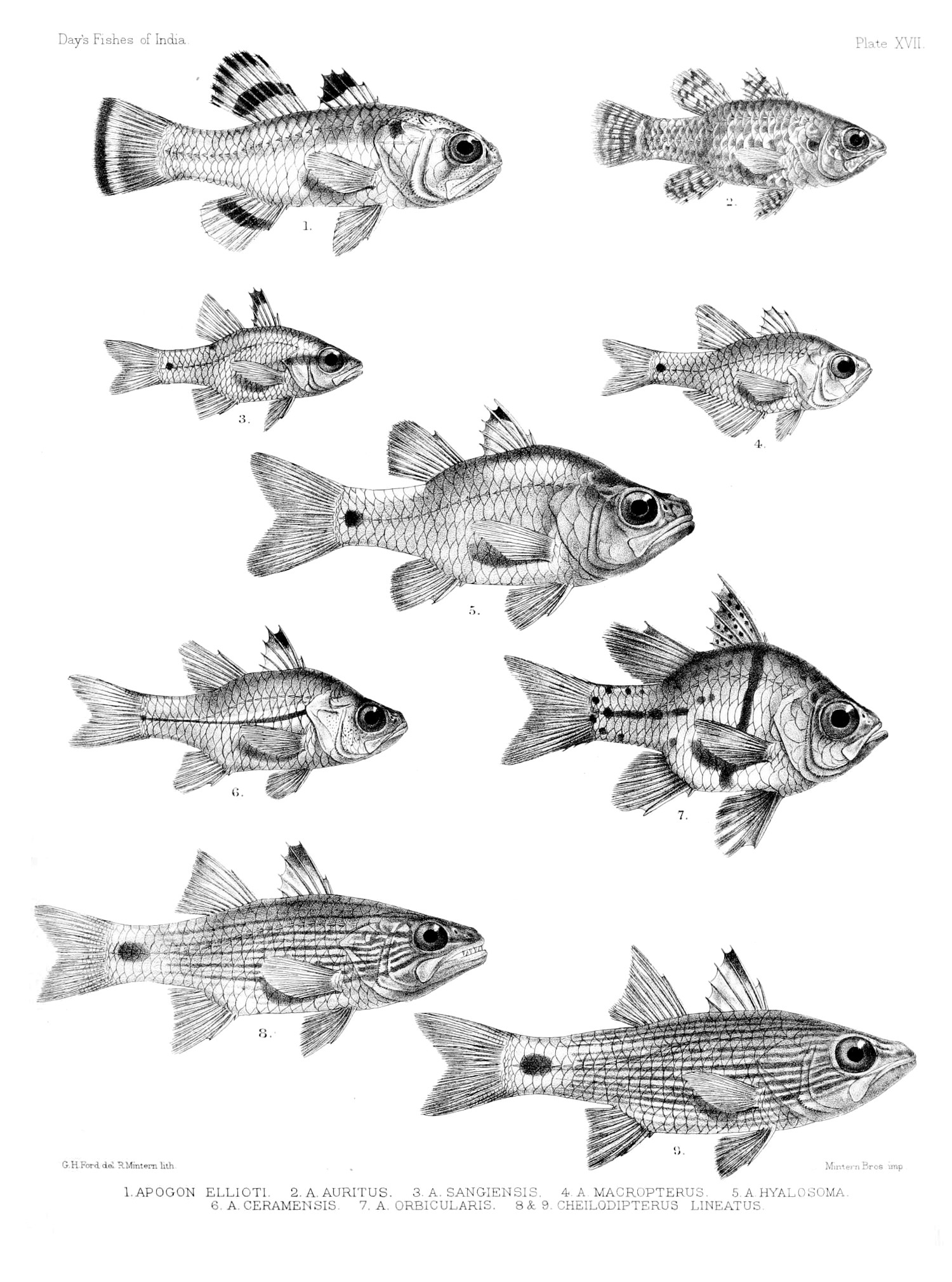